# Nederlandse Zuivel Organisatie

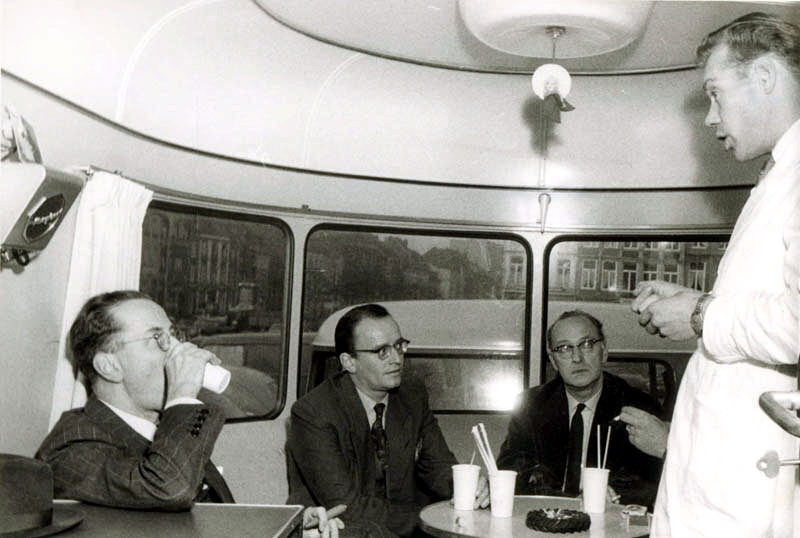
Burgemeester Michiels van Kessenich nuttigt een beker melk in de mobiele melkbar van het Nederlands Zuivelbureau op de Markt in Maastricht (1955)

De Nederlandse Zuivel Organisatie (NZO) is een brancheorganisatie van de Nederlandse zuivelindustrie. Het is een vereniging waarvan 13 zuivelondernemingen lid zijn, inclusief de twee grote zuivelcoöperaties: Campina en Friesland Foods. Deze leden verwerken samen ongeveer 98% van de Nederlandse boerderijmelk.

## Geschiedenis
In 2003 ging het Nederlands Zuivelbureau op in de NZO. De NZO behartigt de belangen van de Nederlandse zuivelondernemingen. Dit betreft onder meer de consumentenvoorlichting (voorheen de taak van het Zuivelbureau). Daartoe wordt gebruikgemaakt van reclamecampagnes, informatie op internet, enz.
In 1953 introduceerde het Zuivelbureau in Duitsland een reclameleus met Frau Antje. Antje is een merknaam van NZO. Zodoende is het een collectief merk van de Nederlandse zuivelindustrie. Frau Antje is het boegbeeld van de marketing van Nederlandse zuivel (dat wil zeggen kaas en boter) in Duitsland.

## Reclameleuzen
Van veel reclamecampagnes van het toenmalige Zuivelbureau zijn de slagzinnen blijven hangen, zoals:
- De Melkbrigade (1957)
- Joris Driepinter (sinds 1961)
- Kaas uit het vuistje (sinds 1963)
- Echte boter (1968)
- Melk is goed voor elk
- Melk moet
- Melk, de witte motor (1983)
- Zuivel groeit met je mee (2021)